# Onuxodon
Onuxodon is een geslacht van straalvinnige vissen uit de familie van parelvissen (Carapidae).

## Soorten
- Onuxodon fowleri (Smith, 1955)
- Onuxodon margaritiferae (Rendahl, 1921)
- Onuxodon parvibrachium (Fowler, 1927)